# Markus Perez
Markus Perez Echeimberg (São Paulo, 22 de junho de 1990) é um lutador de artes marciais mistas brasileiro. Compete no Ultimate Fighting Championship (UFC) na categoria do peso médio.

## Início
Antes de se dedicar integralmente ao MMA, Markus trabalhou como engenheiro de T.I em uma faculdade e também trabalhou como desenvolvedor de software. Ele largou a faculdade e o trabalho para ensinar Muay Thai. Após se classificar para a segunda fase do The Ultimate Fighter: Brazil 3, ele ganhou o apoio dos pais que finalmente perceberam a seriedade de sua carreira no MMA.

## Carreira no MMA

### Ultimate Fighting Championship
Menos de dois meses após ganhar o cinturão peso médio do LFA, Markus foi contratado pelo UFC. Ele fez sua estreia em 9 de dezembro de 2017 contra Eryk Anders, substituindo John Phillips, no UFC Fight Night: Swanson vs. Ortega. Ele perdeu a luta por decisão unânime.
Sua próxima luta veio em 12 de maio de 2018 contra James Bochnovic no UFC 224. Ele venceu por finalização no primeiro round.
Em 25 de agosto de 2018, Perez enfrentou Andrew Sanchez, no UFC Fight Night: Gaethje vs. Vick. Ele perdeu por decisão unânime.
Perez enfrentou o estreante Anthony Hernandez em 2 de fevereiro de 2019 no UFC Fight Night: Assunção vs. Moraes 2. Ele venceu por finalização no segundo round.
Perez enfrentou Wellington Turman em 16 de novembro de 2019 no UFC Fight Night: Błachowicz vs. Jacaré. Ele perdeu por decisão unânime.

## Cartel no MMA
| Cartel no MMA   |             |            |
| 17 lutas        | 12 vitórias | 5 derrotas |
| Por nocaute     | 3           | 1          |
| Por finalização | 6           | 0          |
| Por decisão     | 3           | 4          |

| Res.    | Cartel | Oponente                   | Método                                 | Evento                                  | Data       | Round | Tempo | Local                | Notas                                |
| ------- | ------ | -------------------------- | -------------------------------------- | --------------------------------------- | ---------- | ----- | ----- | -------------------- | ------------------------------------ |
| Derrota | 12-5   | Dalcha Lungiambula         | Decisão (unânime)                      | UFC on ESPN: Chiesa vs. Magny           | 20/01/2021 | 3     | 5:00  | Abu Dhabi            |                                      |
| Derrota | 12-4   | Dricus du Plessis          | Nocaute (socos)                        | UFC Fight Night: Moraes vs. Sandhagen   | 10/10/2020 | 1     | 3:22  | Abu Dhabi            |                                      |
| Derrota | 12-3   | Wellington Turman          | Decisão (unânime)                      | UFC Fight Night: Błachowicz vs. Jacaré  | 16/11/2019 | 3     | 5:00  | São Paulo            |                                      |
| Vitória | 12-2   | Anthony Hernandez          | Finalização (estrangulamento anaconda) | UFC Fight Night: Assunção vs. Moraes 2  | 02/02/2019 | 2     | 1:07  | Fortaleza            |                                      |
| Derrota | 11-2   | Andrew Sanchez             | Decisão (unânime)                      | UFC Fight Night: Gaethje vs. Vick       | 25/08/2018 | 3     | 5:00  | Lincoln, Nebraska    |                                      |
| Vitória | 11-1   | James Bochnovic            | Finalização (mata leão)                | UFC 224: Nunes vs. Pennington           | 12/05/2018 | 1     | 4:28  | Rio de Janeiro       |                                      |
| Derrota | 10-1   | Eryk Anders                | Decisão (unânime)                      | UFC Fight Night: Swanson vs. Ortega     | 09/12/2017 | 3     | 5:00  | Fresno, California   | Estreia no UFC.                      |
| Vitória | 10-0   | Ian Heinisch               | Finalização (triângulo de mão)         | LFA 22: Heinisch vs. Perez              | 08/09/2017 | 1     | 2:14  | Broomfield, Colorado | Ganhou o Cinturão Peso Médio do LFA. |
| Vitória | 9-0    | Ildemar Alcântara          | Decisão (unânime)                      | Arzalet Fighting Globe Championship 1   | 10/02/2017 | 1     | 2:14  | São Paulo            |                                      |
| Vitória | 8-0    | Paulo Thiago               | Decisão (unânime)                      | Thunder Fight 7                         | 25/06/2016 | 5     | 5:00  | São Paulo            | Ganhou o Cinturão Peso Médio do TF.  |
| Vitória | 7-0    | Fabricio Almeida Gonçalves | Nocaute (cotovelada)                   | Aspera Fighting Championship 38         | 27/05/2016 | 3     | 0:34  | São Paulo            | Volta aos Médios.                    |
| Vitória | 6-0    | Anderson Melo              | Nocaute Técnico (socos)                | Battle of Kings                         | 05/12/2015 | 1     | 1:27  | Ilhéus               | Luta nos Meio-Médios.                |
| Vitória | 5-0    | Rafael Silva               | Finalização (mata leão)                | Thunder Fight 2                         | 19/12/2014 | 1     | 2:42  | São Paulo, Brazil    | Estreia nos Médios.                  |
| Vitória | 4-0    | Giovani Colombo            | Finalização (triângulo de mão)         | Interior Fight: Fight For Your Destiny  | 26/10/2013 | 1     | 0:30  | São Paulo            |                                      |
| Vitória | 3-0    | Bruno da Silva             | Finalização (chave de joelho)          | Jungle Fight 58                         | 14/09/2013 | 1     | 3:17  | São Paulo            |                                      |
| Vitória | 2-0    | Marcelo Matias             | Decisão (unânime)                      | RSF 5                                   | 24/08/2013 | 3     | 5:00  | São Paulo            |                                      |
| Vitória | 1-0    | Rene Pessoa                | Nocaute Técnico (socos)                | Pegada Magazine: Desafio Revista Pegada | 18/04/2013 | 2     | 3:29  | São Paulo            | Estreia nos Meio-Médios.             |